# Kanton Morne-à-l’Eau
Der Kanton Morne-à-l’Eau ist ein Kanton im französischen Département Guadeloupe, der bei der Kantonsreform 2015 neu gebildet wurde aus den nun aufgelösten Kantonen Morne-à-l’Eau-1 und Morne-à-l’Eau-2.

## Gemeinden
Der Kanton ist identisch mit der gleichnamigen Gemeinde Morne-à-l’Eau.